# Dubai Cup
Il Torneo Internazionale Mohammed bin Rashid, altrimenti noto come Dubai Cup, era una competizione calcistica amichevole che si disputa a Dubai Sports City ed è organizzata dall'agente FIFA Stefano Pucci. La manifestazione prende il nome dell'attuale Primo ministro e vice presidente degli Emirati Arabi Uniti nonché emiro di Dubai, Mohammed bin Rashid Al Maktum.
La prima edizione del torneo si è svolta nel 2007. Per ogni edizione è prevista la partecipazione di quattro grandi club internazionali che si sfidano in incontri a eliminazione diretta dando vita a un mini torneo con semifinali e finali per l'assegnazione del 1º , 2º 3º e 4º posto che determinano la vincita rispettivamente di 1.000.000, 700.000, 500.000 e 300.000 dollari.

## Albo d'oro
- 2007   Benfica
- 2008   Internacional

## Edizioni del Torneo Internazionale Mohammed bin Rashid
Piazzamenti.
| Anno | Vincitrice    | Seconda | Terza         | Quarta              |
| ---- | ------------- | ------- | ------------- | ------------------- |
| 2007 | Benfica       | Lazio   | Bayern Monaco | Olympique Marsiglia |
| 2008 | Internacional | Inter   | Stoccarda     | Ajax                |

## Edizione 2007
L'edizione 2007 si è disputata l'8 e 10 gennaio 2007 ed è stata vinta dal Benfica che, battendo ai rigori la Lazio in finale, si è aggiudicata il premio di un milone di dollari.

### Partecipanti
- Olympique Marsiglia
- Bayern Monaco
- Lazio
- Benfica

### Incontri

#### Semifinali
| 8 gennaio 2007 | Benfica              | 0 – 0                                          | Bayern Monaco | Dubai |
| \| \| \| \| \| Beto Luisão Mantorras Karagounis Marco Ferreira \| Tiri di rigore 4 – 3 \| van Bommel Pizarro Salihamidžić Lúcio Podolski \| |                      |                                                |               |       |
| |                      |                                                |               |       |
| Beto Luisão Mantorras Karagounis Marco Ferreira                                                                                             | Tiri di rigore 4 – 3 | van Bommel Pizarro Salihamidžić Lúcio Podolski |               |       |

| Arbitro: | Mohammed Aber |

|                                         |           |           |
| Mauri 21’ Makinwa 76’ Foggia 86’ (rig.) | Marcatori | 28’ Nasri |

#### Finali

##### Terzo e quarto posto
| 9 gennaio 2007                                                                                             | Bayern Monaco | 4 – 3                         | Olympique Marsiglia | Dubai |
| \| \| \| \| \| van Bommel 36’ Makaay 85’, 87’ Görlitz 90’ \| Marcatori \| 13’ Nasri 26’ Cissé 48’ Pagis \| |               |                               |                     |       |
| |               |                               |                     |       |
| van Bommel 36’ Makaay 85’, 87’ Görlitz 90’                                                                 | Marcatori     | 13’ Nasri 26’ Cissé 48’ Pagis |                     |       |

##### Primo e secondo posto
| Arbitro: | Mohammed Junaibe |

|                                                                           |                      |                                                         |
| Luisão Mantorras Katsouranis Paulo Jorge Marco Ferreira Léo Pedro Correia | Tiri di rigore 5 – 4 | Foggia Tare Cribari Manfredini Ledesma Bonetto Ballotta |

## Edizione 2008
L'edizione 2008 si è disputata il 5 e 7 gennaio 2008, ed è stata vinta dall'Internacional che, battendo 2-1 l'Inter finale, si è aggiudicato il premio di un milone di dollari.

### Partecipanti
- Internacional
- Inter
- Ajax
- Stoccarda

### Incontri

#### Semifinali
| 5 gennaio 2008                             | Internacional | 1 – 0 | Stoccarda | Dubai |
| \| \| \| \| \| Alex 29’ \| Marcatori \| \| |               |       |           |       |
|                                            |               |       |           |       |
| Alex 29’                                   | Marcatori     |       |           |       |

| Arbitro: | Ali Hamad |

|                               |                      |                                                 |
| Cruz 16’, 68’                 | Marcatori            | 18’ Perez 63’ (rig.) Heitinga                   |
| Cruz Balotelli Chivu Burdisso | Tiri di rigore 3 – 2 | Van der Heijden Suarez de Jong Kennedy Heitinga |

#### Finali

##### Terzo e quarto posto
| 7 gennaio 2008                                 | Stoccarda | 1 – 0 | Ajax | Dubai |
| \| \| \| \| \| Farnerud 87’ \| Marcatori \| \| |           |       |      |       |
|                                                |           |       |      |       |
| Farnerud 87’                                   | Marcatori |       |      |       |

##### Primo e secondo posto
| Arbitro: | Mohammed Omer |

|             |           |                         |
| Jiménez 40’ | Marcatori | 2’ Fernandão 66’ Nilmar |